# رمیگیو مورالس برمودز
رمیگیو مورالس برمودز (انگلیسی: Remigio Morales Bermúdez؛ ۳۰ سپتامبر ۱۸۳۶ – ۱ آوریل ۱۸۹۴) یک سیاست‌مدار اهل پرو و از اوت ۱۸۹۰ تا آوریل ۱۸۹۴ رئیس‌جمهور این کشور بود.